# 南条時光
南条 時光（なんじょう ときみつ、正元元年〈1259年〉 - 元弘2年/正慶元年5月1日〈1332年5月25日〉）は、鎌倉時代後期の武将。駿河国富士郡上方上野郷（現在の静岡県富士宮市北西部一帯・上野地区）の地頭で、上野殿と称された。日蓮教信者の一人として知られ、日興門流の僧・日目のおじにあたる。

## 生涯
7歳の時に父・兵衛七郎と死別し、家督を継ぐ。父と同様に法華経信仰の道に入り、以後、身延山に住する日蓮のもとへ供養の品々を定期的に送り続けた。
1278年（弘安元年）以降の「熱原の法難」に際しては、日興の指導の下で鎌倉幕府の宗教弾圧に抵抗し、信徒の保護と支援のために尽力奔走。日蓮は、時光のこの深い信仰心に対し、「上野賢人殿」との称号をもって賛嘆した。
日蓮の滅後、日興は波木井実長との意見の相違のため身延山を離山するが、この時ただちに時光は日興を自領内に迎え入れ、正応3年（1290年）一帯の土地を寄進して、大石寺の開基檀那となった。
正中元年（1324年）には、亡くなった妻・妙蓮の供養のため、下条堀之内の自邸を改め妙蓮寺とした。
正慶元年（1332年）、74歳で卒した。法号（戒名）は大行尊霊（だいぎょうそんれい）。